# Muscari dolichanthum
Muscari dolichanthum là một loài thực vật có hoa trong họ Măng tây. Loài này được Woronow & Tron mô tả khoa học đầu tiên năm 1935.